# Кутушево (Мечетлінський район)
Куту́шево (рос. Кутушево, башк. Ҡотош) — присілок у складі Мечетлінського району Башкортостану, Росія. Входить до складу Лемез-Тамацької сільської ради.
Населення — 361 особа (2010; 360 в 2002).
Національний склад:
- башкири — 99 %